# ماشین ریشه‌چه‌کار چغندرقند
ماشین ریشه‌چه‌کار چغندرقند می‌تواند ریشه‌چه‌ها را با توجه به نیازهای زراعی، در فاصله بین ردیف‌های ۶۵ سانتی‌متری و فاصله بین بوته‌ای ۵۰ سانتی‌متر بکارد. با این ماشین عمق کاشت قابل تنظیم بوده و ریشه‌چه‌ها به‌طور عمودی در خاک قرار می‌گیرند. کشت ردیفی امکان استفاده از سایر ماشین‌های عملیات زراعی را در مراحل داشت و برداشت فراهم می‌نماید. تراکم ریشه‌چه‌های کاشته شده در روش دستی به‌طور متوسط ۲۰٬۰۰۰ عدد ریشه چه در هکتار است، در حالی که این رقم با استفاده از ماشین به ۲۸۰۰۰ افزایش می‌یابد.

## ساختمان و طرز کار ماشین
ماشین ریشه‌چه‌کار به صورت نیمه اتوماتیک و دو واحدی ساخته شده‌است و قابل اتصال به انواع تراکتورهای متداول است. این ماشین از قسمت‌های شاسی، چرخ‌های حامل، مخزن ریشه‌چه، کارنده ریشه‌چه، شیار بازکن، شیار پُرکن، چرخ‌های فشار دهنده، سیستم انتقال نیرو و صندلی تشکیل شده‌است.
طرز کار ماشین به این ترتیب است که بر روی هر واحد کارنده ماشین یک نفر کارگر قرار گرفته و موقعی که تراکتور به سمت جلو حرکت می‌کند، شیار بازکن در عمق تنظیم شده شیار ایجاد می‌کند. در این هنگام کارگر ریشه‌چه را از مخزن برداشته و در بین دستک‌های کارنده قرار می‌دهد. به تناسب پیشروی تراکتور، دستک‌های کارنده نیز می‌چرخند.
موقعی که ریشه‌چه در داخل شیار قرار گرفت، دستک‌های ریشه چه گیر از هم باز شده و ریشه‌چه در داخل شیار رها می‌گردد. شیار پُرکن‌ها بعد از قرار گرفتن ریشه‌چه در شیار، خاک اطراف ریشه‌چه را جمع کرده و روی آن پوشانده و پشته ایجاد می‌کنند. پس از این کار دو عدد چرخ فشار دهنده که تحت زاویه در دو طرف ریشه چه حرکت می‌کنند، خاک را به اطراف ریشه‌چه می‌فشارند.

## کاربرد و تنظیم ماشین
ماشین به وسیله اتصال سه نقطه به تراکتورهای جان‌دیر، مسی فرگوسن 445U و 650U قابل اتصال است. پس از بستن ماشین به تراکتور، فاصله بین ردیفی، فاصله بین بوته‌ای و عمق کاشت تنظیم می‌شود. تنظیم عمق کاشت به وسیله چرخ‌های حامل در طرفین ماشین و بازوی وسط تراکتور صورت می‌گیرد. هر واحد کارنده به وسیله یک عدد کرپی به تول‌بار بسته می‌شود. با تغییر محل کرپی در روی تول‌بار فاصله بین ردیفی تنظیم می‌شود. برای تنظیم فاصله بین بوته‌ای می‌توان از چرخ زنجیره‌هایی با قطرهای متفاوت استفاده نمود. برای راه‌اندازی ماشین بر روی هر واحد کارنده یک نفر کارگر ماهر قرار می‌گیرد. کارگر ریشه‌چه‌ها را یکی‌یکی از مخزن ریشه چه برداشته و در بین دستک‌های کارنده قرار می‌دهد. در موقع کار، یک نفر کارگر نیز برای حمل ریشه‌چه از سر مزرعه تا محل دستگاه و پُر کردن مخزن ماشین مورد نیاز است.